# Сан Микеле
Сан Микеле (на италиански: San Michele) е остров във Венеция, Италия. Наречен е на свети архангел Михаил.

## География
Намира се във Венецианската лагуна на Адриатическо море. Разположен е североизточно от историческия център на града.

## История
В крепостта на острова дълго е имало манастир, после затвор.
По разпореждане на Наполеон I островът през 1807 г. е преобразуван в място, предназначено изключително за погребване на венецианците. Гробището е разделено на 3 части: католическа, православна и протестантска.
Главната забележителност на острова е църквата „Сан Микеле ин Изола“, построена в романски стил през 1469 година.
Известни личности, погребани на острова:
- Йосиф Бродски
- Кристиан Доплер
- Сергей Дягилев
- Еленио Ерера
- Езра Паунд
- Игор Стравински